# گروه اسکای
گروه اسکای ال‌‌تی‌دی یا اسکای گروپ ال‌تی‌دی (به انگلیسی: Sky Group) یک شرکت رسانه و مخابرات بریتانیایی است که زیرمجموعه‌ای از کامکست است و دفتر مرکزی آن در آیزول‌وورث است. این شرکت در بریتانیا، ایرلند، آلمان، اتریش، سوئیس و ایتالیا فعالیت دارد. اسکای بزرگترین شرکت رسانه‌ای و پخش‌کننده تلویزیون ‌پولی اروپا از نظر درآمد است (از سال ۲۰۱۸)، با ۲۳ میلیون مشترک و بیش از ۳۱۰۰۰ کارمند (تا سال ۲۰۱۹). این شرکت عمدتاً در تلویزیون ماهواره‌ای، تولید و پخش فعالیت دارد. مدیر عامل فعلی دانا استرانگ است. این بنگاه، گسترده‌ترین پخش تلویزیونی و بیشترین بیننده در بریتانیا را داراست.

شرکت رادیو و تلویزیونی اسکای بریتانیا (به‌اختصار: BSkyB) بنگاه سخن‌پراکنی ماهواره‌ای در انگلستان و ایرلند است. این بنگاه، گسترده‌ترین پخش تلویزیونی و بیشترین بیننده در بریتانیا را داراست.